# Oktober (album)
Oktober (Pickering Sessies, Deel 1) is een muziekalbum uit 2008 van de Nederlandse band BLØF.
In het voorjaar van 2008 vertrokken de bandleden naar Ierland om in Pickering House nieuwe nummers op te nemen. Dat leverde twee albums op. Deel een van het tweeluik heet Oktober en kwam uit op 3 oktober. Het tweede deel, April, verscheen in het voorjaar van 2009.
Peter Slager stuurde het nummer Eilanden naar Paskal Jakobsen, die wel de tekst zag maar niet het bijgevoegde muziekbestand. Hij heeft er los van Slager muziek op gemaakt. Op deze manier zijn er twee verschillende liedjes met dezelfde tekst ontstaan.
Het album behaalde de platina status in Nederland.

## Nummers
1. Oktober
2. Eilanden
3. Van veraf was het zo mooi
4. Wij geloven nergens in
5. Liefdesbrief
6. Labrador
7. Donkerrood
8. Hoe lang blijf je binnen
9. Adem in
10. Kouder dan ijs
11. Vallende engel
12. Zo mooi, zo mooi
13. Teveel

### Singles
| Single met eventuele hitnotering(en) in de Nederlandse Top 40 | Datum van verschijnen | Datum van binnenkomst | Hoogste positie | Aantal weken | Opmerkingen |
| ------------------------------------------------------------- | --------------------- | --------------------- | --------------- | ------------ | ----------- |
| Oktober                                                       | 2008                  | 20-09-2008            | 7               | 11           |             |
| Vallende engel                                                | 2008                  | 13-12-2008            | 28              | 5            |             |

## Hitnotering
| "Oktober" in de Nederlandse Album Top 100 - binnen: 11 oktober 2008 | "Oktober" in de Nederlandse Album Top 100 - binnen: 11 oktober 2008 | "Oktober" in de Nederlandse Album Top 100 - binnen: 11 oktober 2008 | "Oktober" in de Nederlandse Album Top 100 - binnen: 11 oktober 2008 | "Oktober" in de Nederlandse Album Top 100 - binnen: 11 oktober 2008 | "Oktober" in de Nederlandse Album Top 100 - binnen: 11 oktober 2008 | "Oktober" in de Nederlandse Album Top 100 - binnen: 11 oktober 2008 | "Oktober" in de Nederlandse Album Top 100 - binnen: 11 oktober 2008 | "Oktober" in de Nederlandse Album Top 100 - binnen: 11 oktober 2008 | "Oktober" in de Nederlandse Album Top 100 - binnen: 11 oktober 2008 | "Oktober" in de Nederlandse Album Top 100 - binnen: 11 oktober 2008 | "Oktober" in de Nederlandse Album Top 100 - binnen: 11 oktober 2008 | "Oktober" in de Nederlandse Album Top 100 - binnen: 11 oktober 2008 | "Oktober" in de Nederlandse Album Top 100 - binnen: 11 oktober 2008 | "Oktober" in de Nederlandse Album Top 100 - binnen: 11 oktober 2008 | "Oktober" in de Nederlandse Album Top 100 - binnen: 11 oktober 2008 | "Oktober" in de Nederlandse Album Top 100 - binnen: 11 oktober 2008 | "Oktober" in de Nederlandse Album Top 100 - binnen: 11 oktober 2008 | "Oktober" in de Nederlandse Album Top 100 - binnen: 11 oktober 2008 | "Oktober" in de Nederlandse Album Top 100 - binnen: 11 oktober 2008 | "Oktober" in de Nederlandse Album Top 100 - binnen: 11 oktober 2008 | "Oktober" in de Nederlandse Album Top 100 - binnen: 11 oktober 2008 | "Oktober" in de Nederlandse Album Top 100 - binnen: 11 oktober 2008 | "Oktober" in de Nederlandse Album Top 100 - binnen: 11 oktober 2008 | "Oktober" in de Nederlandse Album Top 100 - binnen: 11 oktober 2008 | "Oktober" in de Nederlandse Album Top 100 - binnen: 11 oktober 2008 | "Oktober" in de Nederlandse Album Top 100 - binnen: 11 oktober 2008 |
| Week                                                                | 1                                                                   | 2                                                                   | 3                                                                   | 4                                                                   | 5                                                                   | 6                                                                   | 7                                                                   | 8                                                                   | 9                                                                   | 10                                                                  | 11                                                                  | 12                                                                  | 13                                                                  | 14                                                                  | 15                                                                  | 16                                                                  | 17                                                                  | 18                                                                  | 19                                                                  | 20                                                                  | 21                                                                  | 22                                                                  | 23                                                                  | 24                                                                  | 25                                                                  | 26                                                                  |
| ------------------------------------------------------------------- | ------------------------------------------------------------------- | ------------------------------------------------------------------- | ------------------------------------------------------------------- | ------------------------------------------------------------------- | ------------------------------------------------------------------- | ------------------------------------------------------------------- | ------------------------------------------------------------------- | ------------------------------------------------------------------- | ------------------------------------------------------------------- | ------------------------------------------------------------------- | ------------------------------------------------------------------- | ------------------------------------------------------------------- | ------------------------------------------------------------------- | ------------------------------------------------------------------- | ------------------------------------------------------------------- | ------------------------------------------------------------------- | ------------------------------------------------------------------- | ------------------------------------------------------------------- | ------------------------------------------------------------------- | ------------------------------------------------------------------- | ------------------------------------------------------------------- | ------------------------------------------------------------------- | ------------------------------------------------------------------- | ------------------------------------------------------------------- | ------------------------------------------------------------------- | ------------------------------------------------------------------- |
| Nummer                                                              | 1                                                                   | 2                                                                   | 5                                                                   | 7                                                                   | 9                                                                   | 17                                                                  | 21                                                                  | 20                                                                  | 19                                                                  | 23                                                                  | 24                                                                  | 25                                                                  | 26                                                                  | 34                                                                  | 39                                                                  | 36                                                                  | 42                                                                  | 46                                                                  | 55                                                                  | 53                                                                  | 65                                                                  | 57                                                                  | 39                                                                  | 44                                                                  | 52                                                                  | 26                                                                  |
| Week                                                                | 27                                                                  | 28                                                                  | 29                                                                  | 30                                                                  | 31                                                                  | 32                                                                  | 33                                                                  | 34                                                                  |                                                                     | 35                                                                  | 36                                                                  | 37                                                                  | 38                                                                  | 39                                                                  | 40                                                                  | 41                                                                  | 42                                                                  | 43                                                                  |                                                                     | 44                                                                  | 45                                                                  | 46                                                                  | 47                                                                  |                                                                     | 48                                                                  |                                                                     |
| Nummer                                                              | 19                                                                  | 29                                                                  | 39                                                                  | 43                                                                  | 50                                                                  | 57                                                                  | 74                                                                  | 79                                                                  | uit                                                                 | 73                                                                  | 69                                                                  | 62                                                                  | 62                                                                  | 62                                                                  | 70                                                                  | 81                                                                  | 72                                                                  | 85                                                                  | uit                                                                 | 100                                                                 | 97                                                                  | 93                                                                  | 92                                                                  | uit                                                                 | 90                                                                  | uit                                                                 |

## 3FM Actie
BLØF zette in samenwerking met 3FM een speciale 'clip-actie' op.
Fans van BLØF konden, met behulp van een speciale internetapplicatie, zelf een videoclip maken voor de eerste single van het album, Oktober.
Dat was mogelijk doordat er tijdens de albumopnamen verschillende camera's meedraaiden in het 'Pickering House'. De beste videoclip werd uitgeroepen tot officiële videoclip van de single.